# Shkmeruli
Shkmeruli eller chkmeruli är en georgisk maträtt. Namnet kommer från den georgiska byn Shkmeri.
Rätten består av kyckling som först steks och sedan kokas i en sås gjord av vitlök.